# Marie zu Mecklenburg (1854–1920)

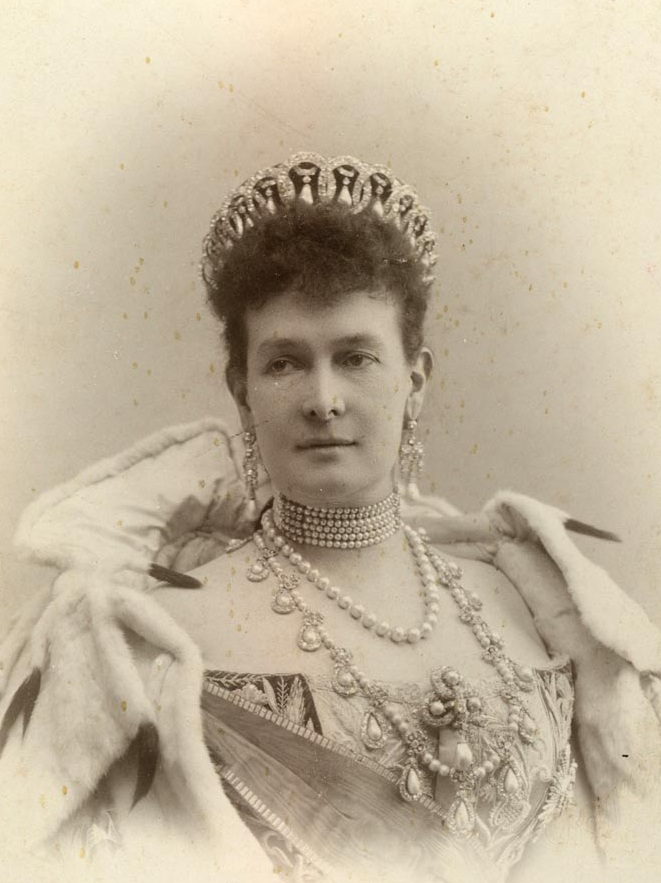
Großfürstin Maria Pawlowna, 1908

Marie Alexandrine Elisabeth Eleonore zu Mecklenburg[-Schwerin] (Maria Pawlowna die Ältere; * 14. Mai 1854 in Ludwigslust; † 6. September 1920 in Contrexéville) war durch ihre Heirat 1874 Großfürstin Maria Pawlowna von Russland.

## Leben

### Abstammung und frühes Leben

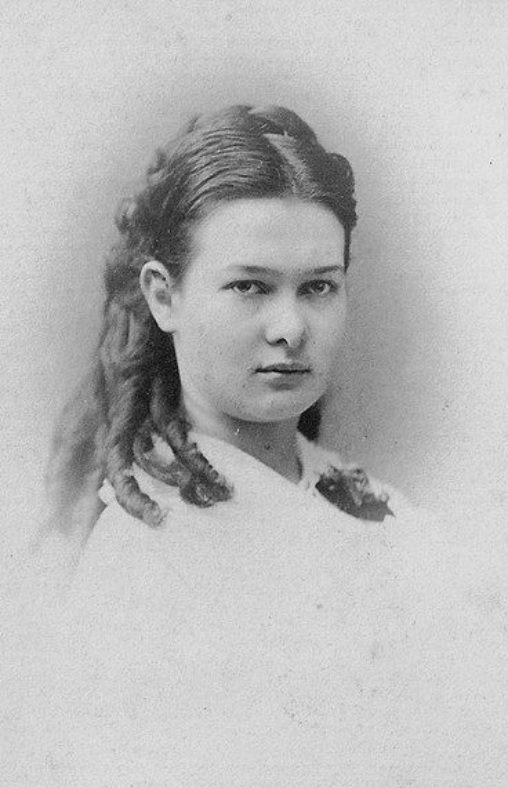
Herzogin Marie als Teenager

Die 1854 auf Schloss Ludwigslust geborene Marie zu Mecklenburg war eine Tochter von Großherzog Friedrich Franz II. von Mecklenburg-Schwerin und seiner ersten Gattin Auguste Reuß zu Köstritz. Sie war u. a. eine Großnichte des deutschen Kaisers Wilhelm I. Ihre Mutter starb bereits 1862, als sie erst acht Jahre alt war. Auch die zweite Gattin ihres Vaters, Anna von Hessen-Darmstadt, starb bereits 1865. Als Großherzog Friedrich Franz II. schließlich 1868 noch eine dritte Ehe einging, wurde Marie von einer Stiefmutter, Marie von Schwarzburg-Rudolstadt, erzogen, die nur vier Jahre älter als sie war.

### Ehe und Nachkommen

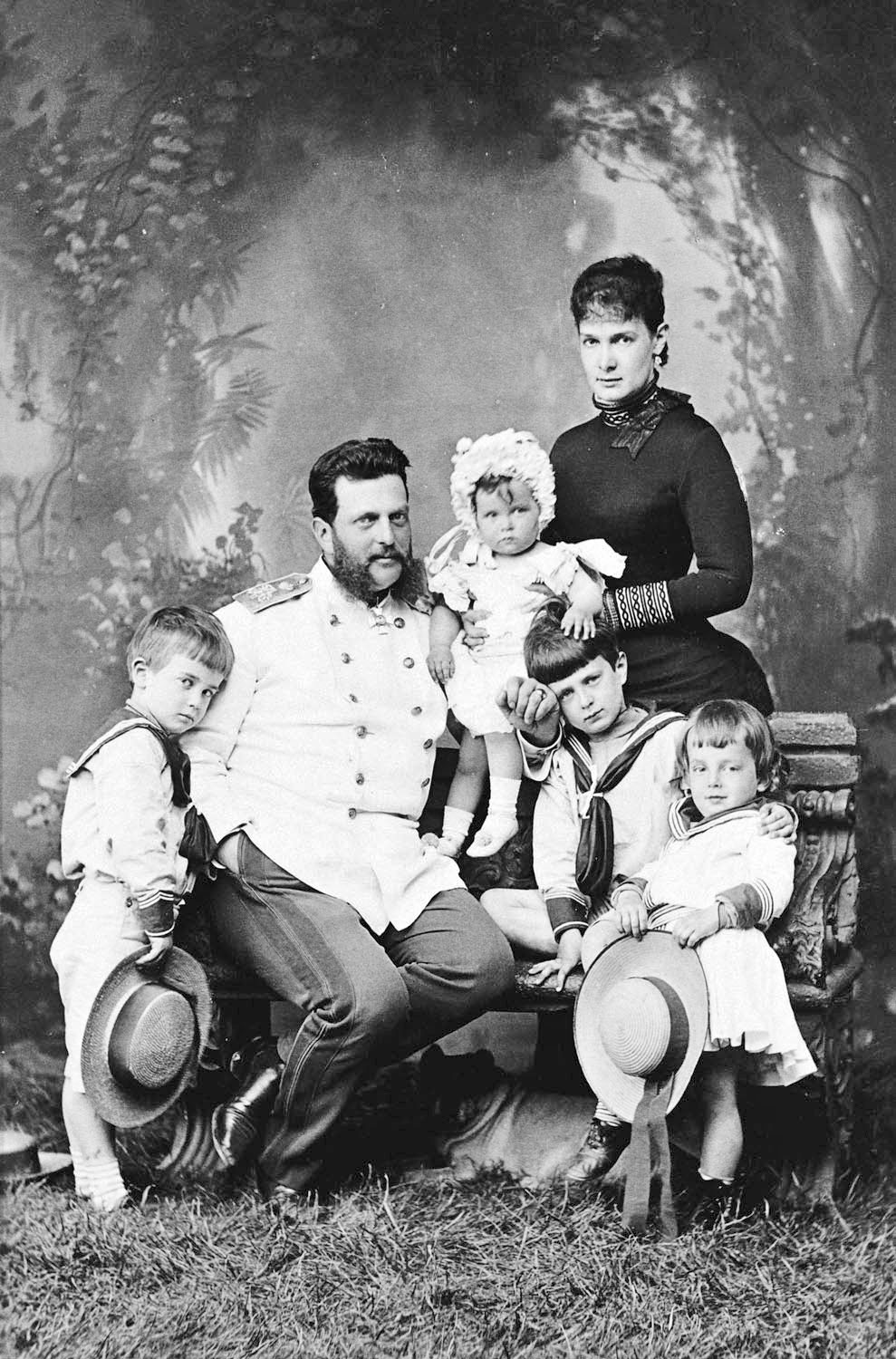
Maria Pawlowna mit ihrem Mann und den Kindern, ca. 1883

Am 28. August 1874 heiratete Marie im Winterpalast von Sankt Petersburg den russischen Großfürsten Wladimir Alexandrowitsch, den dritten Sohn von Zar Alexander II. und dessen erster Gattin Marie von Hessen-Darmstadt. „Miechen“, wie Marie auch genannt wurde, war bereits mit Georg Albert von Schwarzburg-Rudolstadt verlobt gewesen, doch war diese Verlobung gelöst worden, als sie erstmals Wladimir getroffen hatte. Da die im lutherischen Glauben erzogene Marie sich weigerte, zur russisch-orthodoxen Kirche überzutreten, dauerte es noch weitere drei Jahre, bis Alexander II. Wladimir die Erlaubnis erteilte, sie auch ohne Übertritt zu heiraten. Nach ihrer Eheschließung nahm sie den russischen Namen Maria Pawlowna an. Im späteren Verlauf der Ehe konvertierte die Großfürstin schließlich doch noch zum orthodoxen Glauben, vielleicht um dadurch die Chancen ihres Sohnes Kyrill Wladimirowitsch auf eine Thronbesteigung zu erhöhen. Das Paar hatte insgesamt fünf Kinder:
- Großfürst Alexander Wladimirowitsch (* 31. August 1875; † 16. März 1877)
- Großfürst Kyrill Wladimirowitsch (* 12. Oktober 1876; † 12. Oktober 1938)
- Großfürst Boris Wladimirowitsch (* 24. November 1877; † 9. November 1943)
- Großfürst Andrei Wladimirowitsch (* 14. Mai 1879; † 30. Oktober 1956)
- Großfürstin Jelena Wladimirowna (* 29. Januar 1882; † 13. März 1957)

### Leben in Russland; Reisen
In Russland lebte Marie im an der Newa gelegenen Wladimir-Palast in Sankt Petersburg. Die gesellschaftlich sehr engagierte Großfürstin galt als eine der besten Gastgeberinnen der russischen Metropole. Sie war spielsüchtig und setzte sich über das von ihrem Neffen, Zar Nikolaus II., ausgesprochene Verbot des Spielens von Roulette und Baccara in Privathäusern hinweg. Dies führte zu ihrer zeitweiligen Verbannung vom Hof.
Öfters verbrachte Marie mehrere Monate ab November in Paris, wo sie durch ihre Großzügigkeit bekannt wurde. Regelmäßig bestellte sie bei Cartier viel bewunderte Edelsteinkollektionen. Insbesondere suchte sie in der französischen Hauptstadt die Gesellschaft der Comtesse Greffulhe und der Comtesse de Chevigné.
Marie war sehr standesbewusst und wollte ihre einzige Tochter Jelena nur mit einem Erbprinzen verheiraten. Sie verlobte Jelena mit Maximilian von Baden, dem Thronfolger des Großherzogtums Baden. Als dieser die Verlobung wieder auflöste, zog er sich Maries Zorn zu. Als sich dann Nikolaus von Griechenland, dritter Sohn König Georgs I., der keine Aussichten auf die Thronfolge hatte, um Jelenas Hand bewarb, stimmte die Großfürstin erst 1902 ungern zu. 1905 vermählte sich Maries Sohn Kyrill mit Prinzessin Victoria Melita von Sachsen-Coburg und Gotha. Unter anderem weil Kyrills Gattin seine Cousine ersten Grades war und Ehen solch naher Verwandtschaft in der Russisch-Orthodoxen Kirche verboten waren, stimmte der Zar dieser Ehe nicht zu und erkannte Kyrill dessen Titel ab. Dies verärgerte die Großherzogin und führte auch zum Konflikt zwischen ihrem Gatten Wladimir und dem Zaren. Nach einigen Todesfällen in der Zarenfamilie gab Nikolaus II. aber Kyrill seine Titel wieder zurück und dieser stand nun an dritter Stelle der Thronfolge.

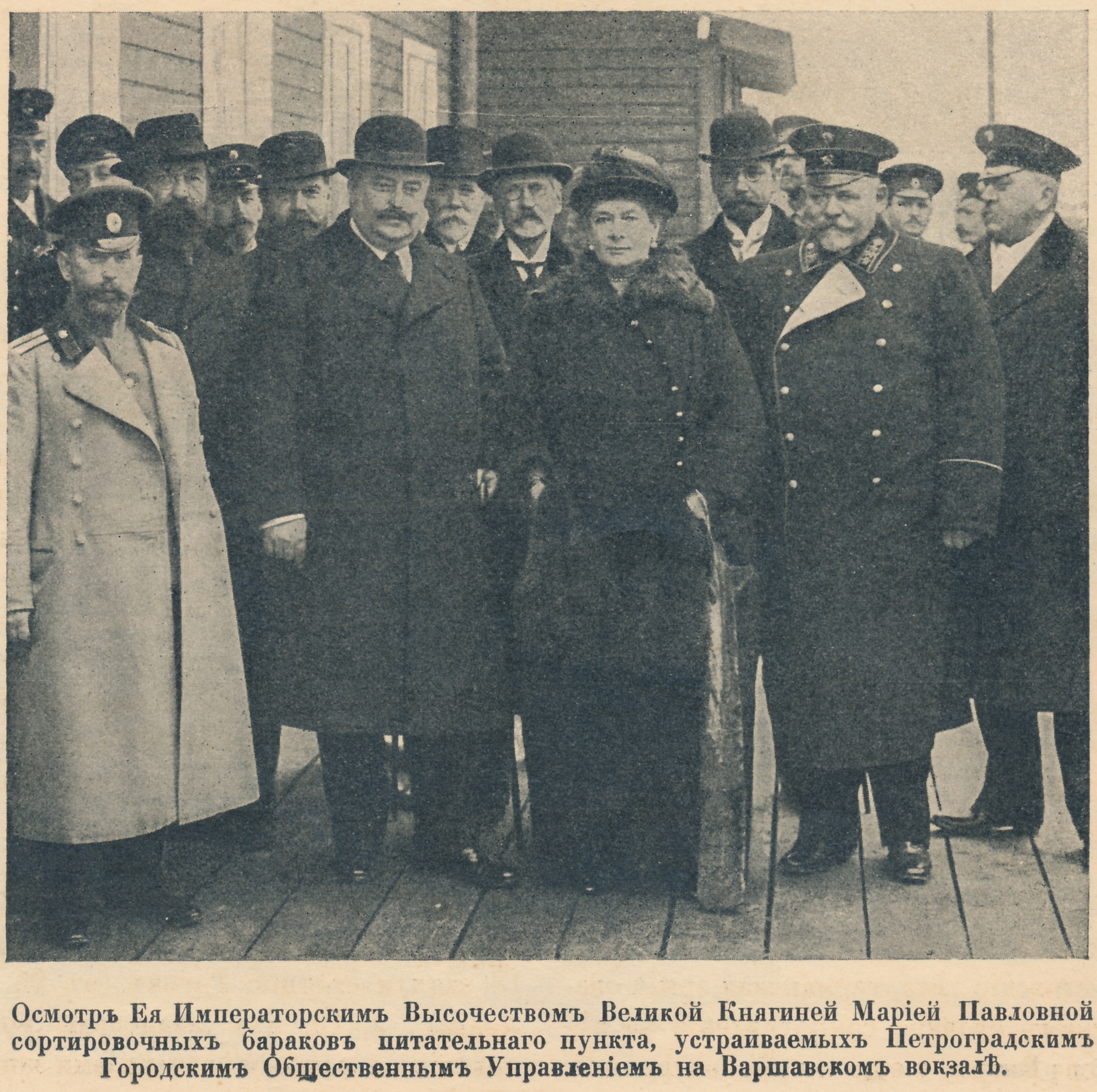
Maria Pawlowna beim Besuch einer Lebensmittelsortierstelle in Sankt Petersburg, 1914

Nach dem Tod ihres Gatten 1909 folgte Marie ihm als Präsidentin der Akademie der bildenden Künste. Während den letzten Regierungsjahren Nikolaus’ II. unterhielt sie einen eigenen Hof, der zu den kosmopolitischsten und beliebtesten von Sankt Petersburg zählte.
Marie war nicht nur mit dem Zaren, sondern auch mit dessen Gattin Alexandra Fjodorowna zerstritten. Nachdem Nikolaus II. im Verlauf des Ersten Weltkriegs im August 1915 das Oberkommando über die russische Armee übernommen hatte, fürchtete Marie sich wie andere Romanows vor einer de facto Alleinherrschaft der Zarin. Im Winter 1916/1917 soll sie mit ihren Söhnen einen Staatsstreich gegen Nikolaus II. in Erwägung gezogen haben, um dessen Abdankung zu erzwingen. Damit wollte sie angeblich die Thronbesteigung von Nikolaus’ Sohn Alexei erreichen, mit ihrem Sohn Großfürst Kyrill oder Großfürst Nikolai als Regenten. Allerdings gibt es für diese These keinen urkundlichen Beweis.

### Flucht aus Russland und Tod
Immer noch in der Hoffnung, dass wegen der Krankheit des Thronfolgers, Großfürst Alexei, ihr eigener ältester lebender Sohn Kyrill eines Tages Zar würde, verbrachte Marie die Jahre 1917–1918 mit ihren zwei jüngeren Söhnen im kriegszerrütteten Kaukasus. Mit dem Vordringen der Bolschewiki flüchtete die Gruppe letztendlich doch 1918 mit einem Fischkutter nach Anapa. Marie verbrachte vierzehn Monate in Anapa und lehnte es ab, ihren Sohn Boris bei der Flucht aus Russland zu begleiten. Auch als die Möglichkeit der Flucht via Konstantinopel bestand, nahm sie diese nicht wahr, da sie Angst hatte, sich möglicherweise einer demütigenden Entlausung unterziehen zu müssen. Erst als ihr der Oberbefehlshaber der Weißen Armee mitteilte, dass der Bürgerkrieg verloren sei, willigte sie schließlich ein ins Exil zu gehen.

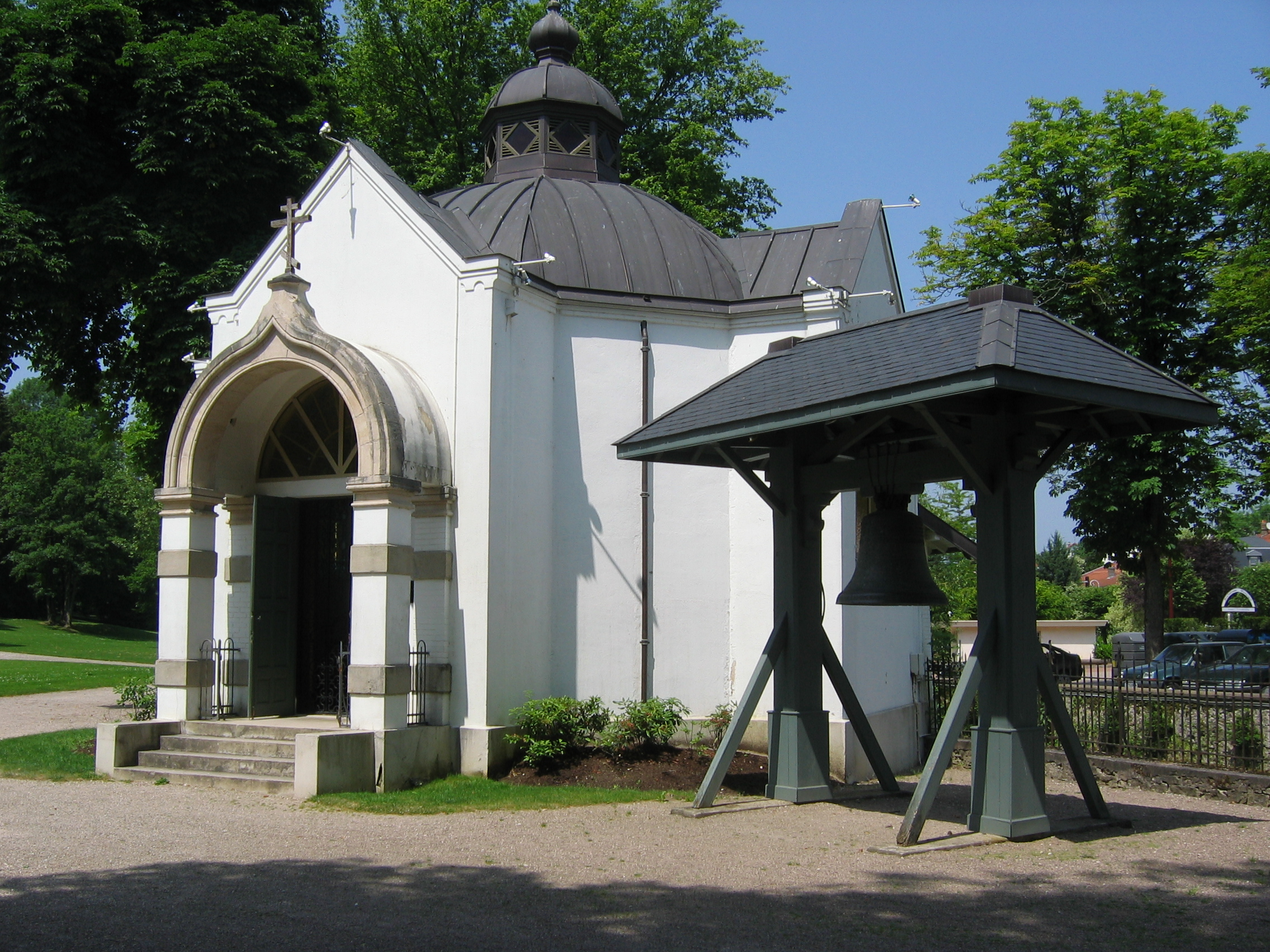
Kapelle in Contrexéville

So ging Marie am 13. Februar 1920 gemeinsam mit ihrem Sohn Andrei, seiner Geliebten Matilda Felixowna Kschessinskaja und deren Sohn Wladimir an Bord eines italienischen Schiffes Richtung Venedig. Im Hafen von Noworossijsk stieg außerdem noch Großfürstin Olga hinzu. Von Venedig aus ging es über die Schweiz nach Frankreich, wo Maries ohnehin schon angeschlagene Gesundheit sich nach der anstrengenden Reise noch verschlechterte, sodass sie am 6. September 1920 im Alter von 66 Jahren im Kreise der Familie in Contrexéville starb. Somit war Marie die letzte adelige Emigrantin, die Russland kurz nach dem Ersten Weltkrieg verließ, und die erste, die im Exil starb. Sie wurde in der von ihr 1909 errichteten orthodoxen Kapelle in Contrexéville beigesetzt.
Der britische Antiquitäten- und Kunsthändler Albert Stopford, ein enger Freund der Romanows, hatte Maries wertvolle Edelsteine nach dem Ausbruch der Revolution 1917 aus Russland herausschmuggeln können. Nach dem Tod der Großfürstin verkauften ihre Kinder die Kleinodien zur Finanzierung ihres Lebensunterhalts im Exil.

## Auszeichnungen
- Hausorden der Wendischen Krone Großkreuz-Dame[1]
- Russischer Orden der Heiligen Katharina
- Preußischer Louisenorden
- Bayerischer Theresienorden